# سيدي يحيى بني زروال
سيدي يحيى بني زروال هي قرية مغربية شمال المملكة. تنتمي سيدي يحيى بني زروال لإقليم تاونات الجبلي. تضم هذه القرية 14.930 نسمة (إحصاء 2004).

## أعلام
- أحمد المرزوقي